# Rhinolophus arcuatus
Rhinolophus arcuatus är en fladdermusart som beskrevs av Peters 1871. Den ingår i släktet hästskonäsor, och familjen Rhinolophidae. IUCN kategoriserar arten globalt som livskraftig.

## Underarter
Catalogue of Life skiljer mellan 5 underarter:
- Rhinolophus arcuatus arcuatus Peters, 1871
- Rhinolophus arcuatus angustifolius Sanborn, 1939
- Rhinolophus arcuatus beccarii K. Andersen, 1907
- Rhinolophus arcuatus exiguus K. Andersen, 1905
- Rhinolophus arcuatus toxopei Hinton, 1925

## Utseende
Som alla hästskonäsor har arten flera hudflikar kring näsan. Flikarna brukas för att rikta de överljudstoner som används för ekolokalisation. Till skillnad från andra fladdermöss som använder sig av överljudsnavigering produceras nämligen tonerna hos hästskonäsorna genom näsan, och inte som annars via munnen. Utseendemässigt förekommer arten i åtminstone två former, en med smalare samling hudflikar, och en med bredare. Andra skillnader har upptäckts, speciellt i näsflikarna, och misstanken har framförts att det kan vara frågan om två eller flera arter. Underarmslängden är 4,6 till 4,8 cm.

## Utbredning
Arten förekommer på många öar i Sydostasien från Sumatra och Borneo österut fram till Nya Guinea och Filippinerna, inkluderande flera mindre öar i regionen.

## Ekologi
Fladdermusen vistas i låglandet och i bergstrakter vanligen upp till 1 600 meter över havet; tillfälligtvis kan den nå så högt som 1 950 meter i bergsskogar. Habitatet varierar mellan urskog, planterad skog, bergsskogar (inklusive molnskogar) och jordbruksmark. Individerna söker dagslega i kalkstensgrottor där de bildar mindre kolonier. De lever av insekter, både genom aktiv jakt och genom att hänga i försåt och anfalla förbiflygande insekter.